# Espen Lie Hansen
Pour les articles homonymes, voir Hansen.
Espen Lie Hansen, né le 1er mars 1989 à Drammen, est un joueur de handball norvégien professionnel évoluant au poste d'arrière gauche.

## Palmarès

### En clubs
- Championnat de France (1) : 2014
- Coupe de la Ligue (1) : 2013
- Finaliste de la Ligue des champions en 2018

### En sélection
Championnats du monde
- 9e place au championnat du monde 2011 en Suède
- Médaille d'argent au championnat du monde 2017 en France
- Médaille d'argent au championnat du monde 2019 au Danemark et en Allemagne

Championnats d'Europe
- 13e place au championnat d'Europe 2012 en Serbie
- 14e place au championnat d'Europe 2014 au Danemark
- 4e place au championnat d'Europe 2016 en Pologne
- 7e place au championnat d'Europe 2018 en Croatie

## Galerie

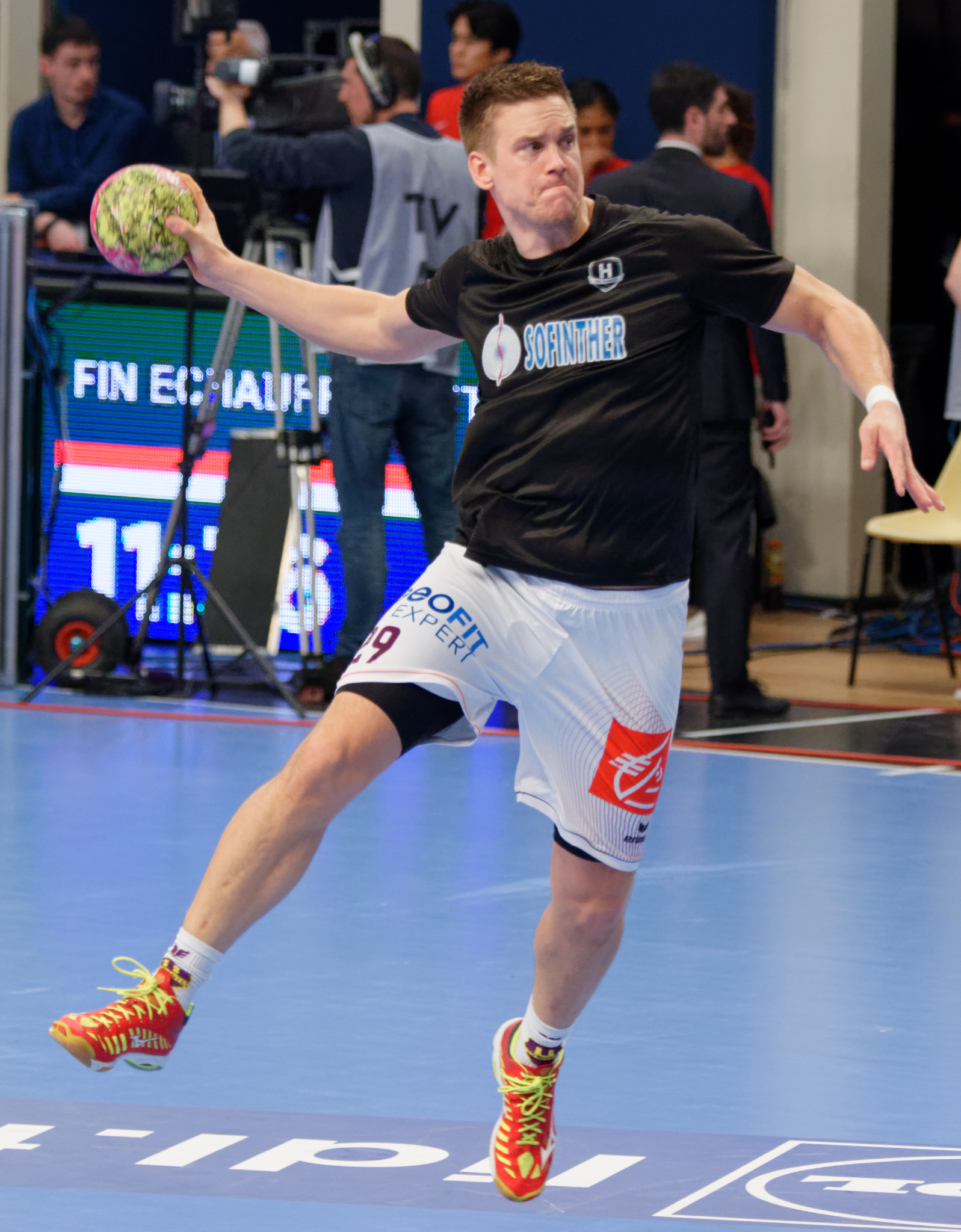
En 2018
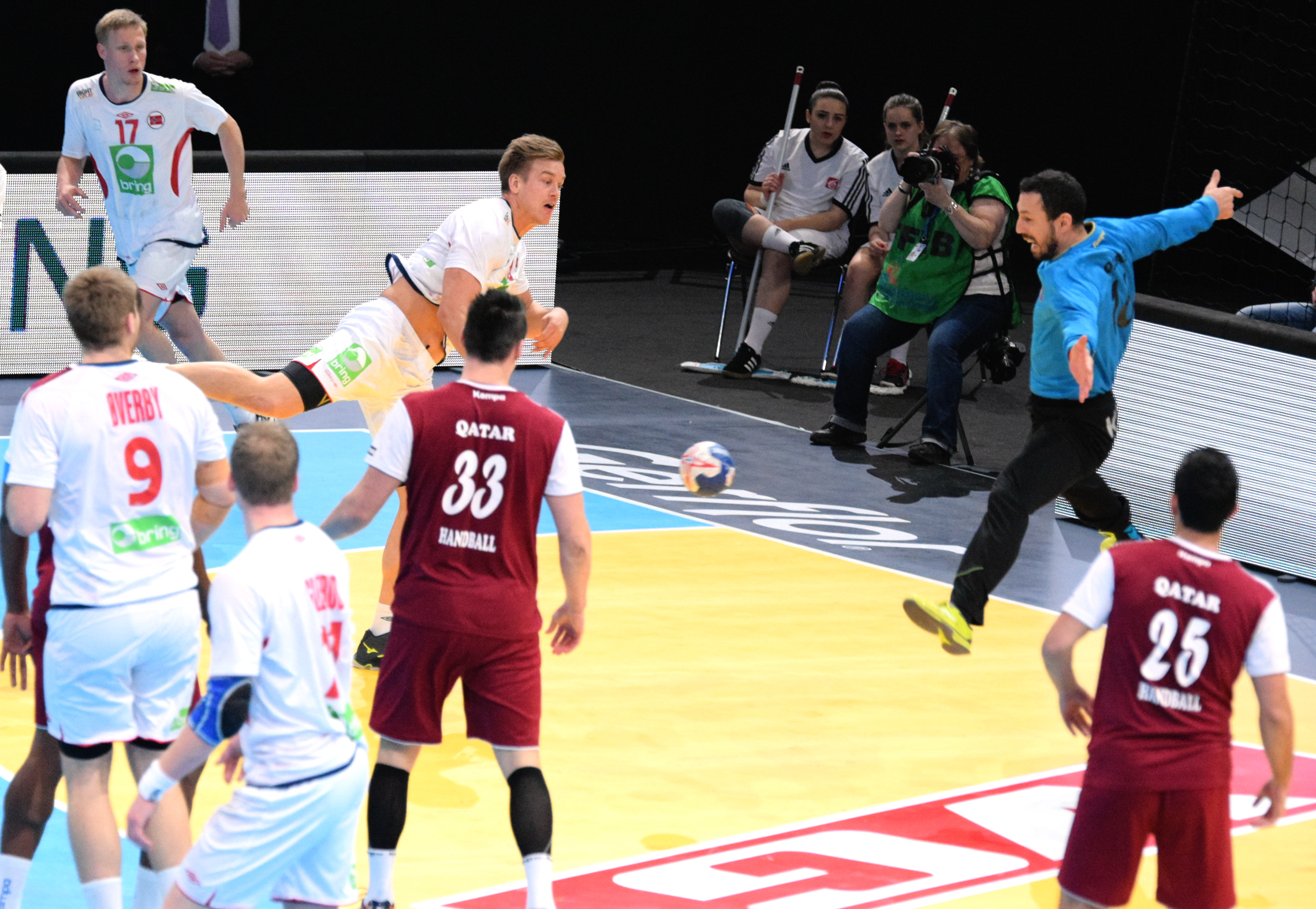
En 2016
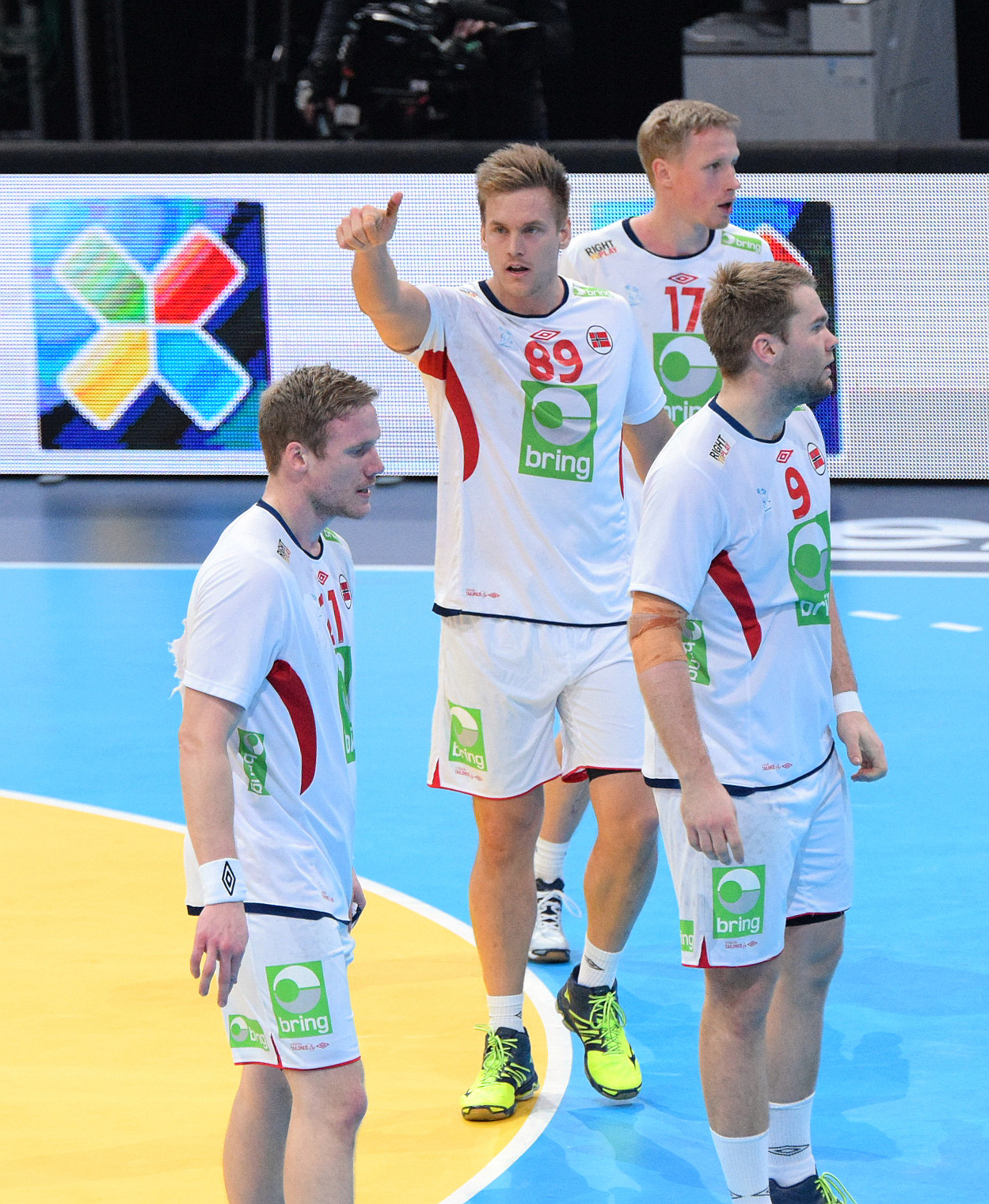
En 2016
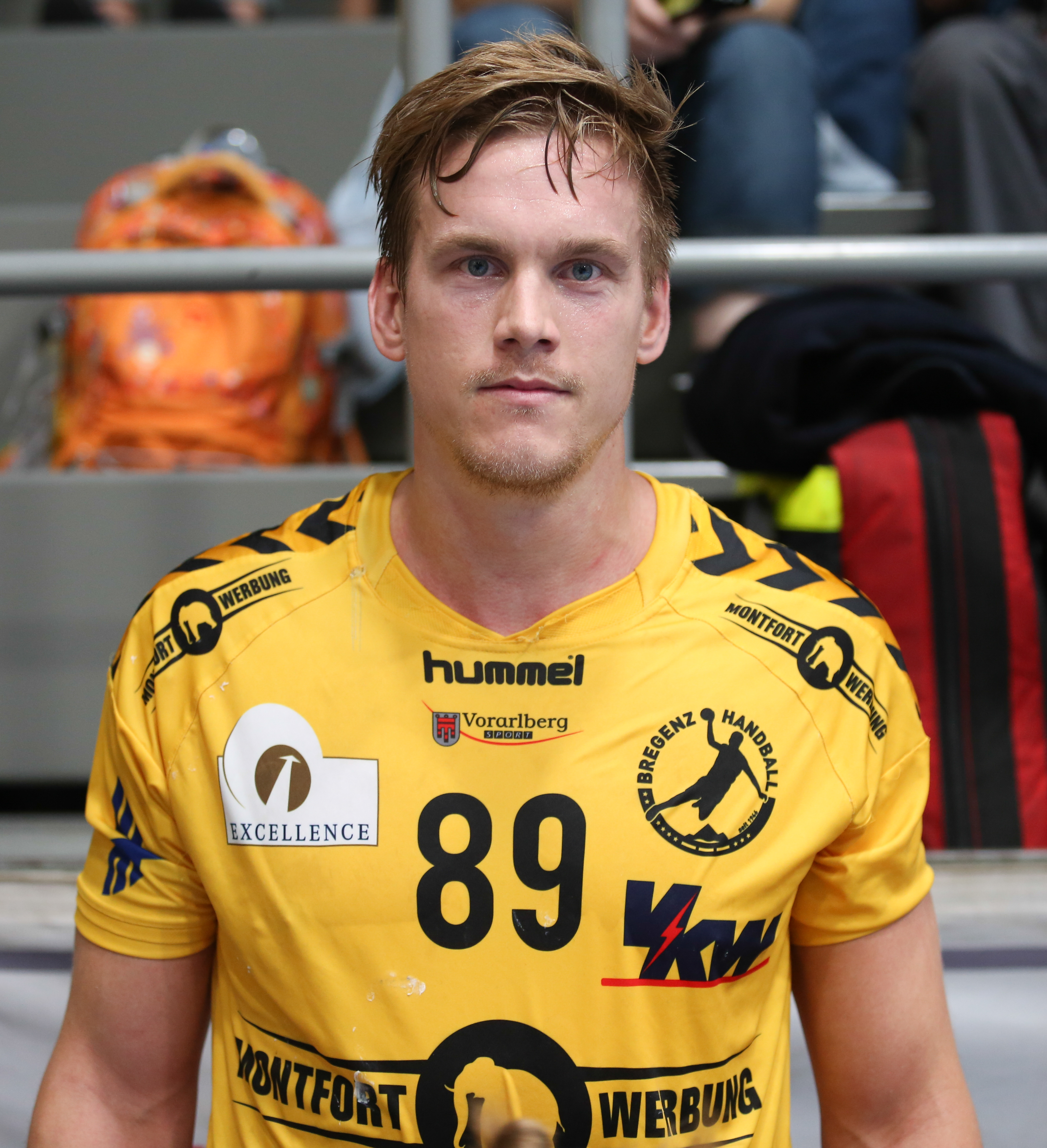
En 2015